# Rafael Bardem
Pour les articles homonymes, voir Bardem.
Rafael Bardem Solé, né à Barcelone le 10 janvier 1889, mort à Madrid le 6 novembre 1972, est un acteur espagnol de théâtre et de cinéma. Il fut surtout actif entre 1940 et 1969.

## Biographie
Rafael Bardem commence sa carrière artistique à vingt ans dans la compagnie de théâtre de Rosario Pino (es). Pendant les trente années suivantes, il joue avec les compagnies de Tallavé, Enrique Borrás, Carmen Díaz, María Guerrero.

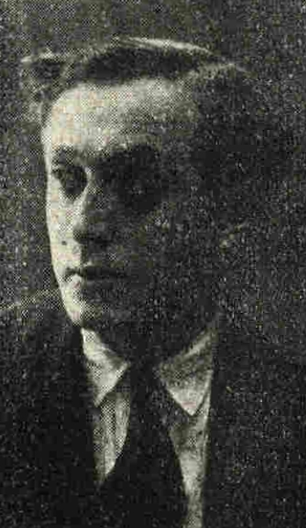
Rafael Bardem en 1912

Il se marie en 1918 avec l'actrice Matilde Muñoz Sampedro (es). Ils ont deux enfants, Juan Antonio et Pilar, qui ont poursuivi dans la ligne artistique, ainsi que la génération suivante. Ils ont perdu une fille, nommée elle aussi Pilar.
Après la guerre civile espagnole, il s'installe à Madrid et se fait employer dans des rôles secondaires dans diverses compagnies. Il crée enfin sa propre troupe dans les années 1940, et emploie des actrices comme Olvido Rodríguez, Paquita Gallego et Carmen Sánchez (es), sans oublier son épouse, qui prendra sa retraite à la fin des années 1940.
Il commence au cinéma en 1941 dans le film Tierra y cielo, d'Eusebio Fernández Ardavín. Ce fut le premier d'une centaine de films où il apparaît surtout dans des rôles secondaires.

## Théâtre (sélection)
- Un marido de ida y vuelta (es) d'Enrique Jardiel Poncela (1939).
- El nido ajeno (es) de Jacinto Benavente (1939).
- Carlo Monte en Monte Carlo (es) d'Enrique Jardiel Poncela (1939).
- Las siete vidas del gato (es) d'Enrique Jardiel Poncela (1944).
- El caso de la mujer asesinadita (es) de Miguel Mihura et Álvaro de Laiglesia (1946).
- Un espíritu burlón (Blithe Spirit) de Noël Coward (1946).
- Plaza de Oriente (es) de Joaquín Calvo Sotelo (1947).
- Don Juan Tenorio de José Zorrilla (1948).
- Hamlet de William Shakespeare (1949).
- Veinte y cuarenta (es) de José López Rubio (1951).
- Llama un inspector (An Inspector Calls) de John Boynton Priestley (1951).
- Entre bobos anda el juego (es) de Francisco de Rojas Zorrilla (1951)[1].
- Ruy Blas de Victor Hugo (1952)[2].
- El alcalde de Zalamea (1952).
- Casi un cuento de hadas (es) de Antonio Buero Vallejo (1953).
- La importancia de llamarse Ernesto (The Importance of Being Earnest) d'Oscar Wilde (1953)[3].
- Irene o el tesoro (es) d'Antonio Buero Vallejo (1954).
- El caso de la señora estupenda (es) de Miguel Mihura (1953).
- El caso del señor vestido de violeta (es) de Miguel Mihura (1954).
- El caso del hombre perdido (1956).

## Filmographie
- 1940 : Mauricio o una víctima del vicio
- 1941 : Tierra y cielo
- 1944 : Empezó en boda
- 1944 : El Clavo (es) de Rafael Gil
- 1945 : El obstáculo (es) d'Ignacio F. Iquino
- 1946 : Senda ignorada (es) de José Antonio Nieves Conde
- 1946 : Mariona Rebull (es) de José Luis Sáenz de Heredia
- 1947 : Luis Candelas, el ladrón de Madrid (es) de Fernando Alonso Casares
- 1947 : Nada (es) d'Edgar Neville
- 1947 : Angustia (es) de José Antonio Nieves Conde
- 1948 : La mies es mucha (es) de José Luis Sáenz de Heredia
- 1948 : Revelación (es) d'Antonio de Obregón
- 1948 : Et la fête continue (La fiesta sigue) d'Enrique Gomez-Bascuas[4]
- 1948 : Héros sans uniforme (Sin uniforme) de Ladislas Vajda[5]
- 1949 : Une femme comme tant d'autres (es) (Una mujer cualquiera) de Rafael Gil[6]
- 1949 : El Santuario no se rinde (es) d'Arturo Ruiz Castillo
- 1950 : Black Jack de Julien Duvivier et José Antonio Nieves Conde[7]
- 1950 : Le Plus Bel Amour de Don Juan (Don Juan) de José-Luis Sáenz de Heredia [8]
- 1951 : La Dame de Fatima (La Señora de Fatima) de Rafael Gil[9]
- 1952 : El cerco del diablo (es) d'Antonio del Amo et Enrique Gómez Bascuas, Edgar Neville, José Antonio Nieves Conde et Arturo Ruiz Castillo
- 1952 : Sor intrépida (es) de Rafael Gil
- 1952 : Hace cien años (es) d'Antonio de Obregón
- 1953 : Ce couple heureux (Esa pareja feliz) de Luis García Berlanga et Juan Antonio Bardem
- 1953 : Les Amants de Tolède de Henri Decoin et Fernando Palacios
- 1954 : Tout est possible à Grenade (¡¡Todo es posible en Granada!!) de José Luis Sáenz de Heredia
- 1954 : Felices Pascuas de Juan Antonio Bardem
- 1954 : El tren expreso
- 1954 : Le Baiser de Judas (El beso de Judas) de Rafael Gil
- 1954 : Le Moulin des amours (La pícara molinera) de León Klimovsky[10]
- 1955 : Historias de la radio (es) de José Luis Sáenz de Heredia
- 1955 : La Sœur Joie (es) (La Hermana Alegría) de Luis Lucía[11]
- 1955 : Tarde de toros de Ladislas Vajda[12]
- 1955 : La Justice du Coyote (La justicia del Coyote)  de Joaquín Luis Romero Marchent[13]
- 1956 : Manolo, guardia urbano (es) de Rafael J. Salvia
- 1956 : Los ladrones somos gente honrada (es) de Pedro Luis Ramírez
- 1956 : Le Muchacho (Mi tío Jacinto) de Ladislas Vajda[14]
- 1956 : Le Feu des passions (Pasión en el mar) de Arturo Ruiz-Castillo et Jean-Paul Sassy[15]
- 1956 : Le Grand Jour (Un traje blanco) de Rafael Gil[16]
- 1956 : Dites 33 (Totò, Vittorio e la dottoressa) de Camillo Mastrocinque[17]
- 1957 : Faustina de José Luis Sáenz de Heredia
- 1957 : J'ai choisi l'enfer (... Y eligió el infierno) de César Fernández Ardavín
- 1957 : Fulano y Mengano (es) de Joaquín Luis Romero Marchent
- 1957 : Camarote de lujo (es) de Rafael Gil
- 1957 : La Vengeance (La venganza) de Juan Antonio Bardem
- 1958 : Aquellos tiempos del cuplé (es) de Mateo Cano et José Luis Merino
- 1958 : Tu seras reine (¿Dónde vas, Alfonso XII?) de Luis César Amadori[18]
- 1959 : Con la vida hicieron fuego (es) de Ana Mariscal
- 1959 : Gayarre (es) de Domingo Viladomat
- 1959 : La novia de Juan Lucero
- 1959 : La case de la Troya (es) de Rafael Gil
- 1959 : Sonatas (es) de Juan Antonio Bardem
- 1959 : Les Révoltés d'Alcantara (es) (Diego Corrientes) de Antonio Isasi-Isasmendi
- 1960 : Siega verde
- 1960 : ¿Dónde vas, triste de ti? d'Alfonso Balcázar
- 1960 : La rosa roja (es) de Carlos Serrano de Osma
- 1960 : Mon dernier tango (Mi último tango) de Luis César Amadori
- 1960 : La mentira tiene cabellos rojos (es) de Antonio Isasi-Isasmendi
- 1960 : El Litri y su sombra (es) de Rafael Gil
- 1961 : Teresa de Jesús (es) de Juan de Orduña
- 1961 : Sissi soixante-trois (es) (Cariño mío) de Rafael Gil[19]
- 1961 : Prohibido enamorarse (es) de José Antonio Nieves Conde
- 1963 : Une femme est passée (Nunca pasa nada) de Juan Antonio Bardem
- 1963 : Histoire d'une nuit (es) (Historia de una noche) de Luis Saslavsky[20]
- 1963 : Quatre Balles pour Joë (Cuatro balazos) d'Agustin Navarro[21]
- 1965 : Misión Lisboa
- 1965 : X Un Sept top secret (Agente X 1-7 operación Océano) d'Americo Anton[22]
- 1966 : Sept Écossais du Texas (Sette pistole per i MacGregor) de Franco Giraldi
- 1966 : La Femme perdue (La mujer perdida) de Tulio Demicheli[23]
- 1966 : Buenos días, condesita (es) de Luis César Amadori
- 1969 : De l'amour et d'autres sentiments (Del amor y otras soledades) de Basilio-Martin Patino[24]